# ابریکس
آبریخ (به لاتین: Abrıx) در جمهوری آذربایجان است که در شهرستان قبله واقع شده‌است.

## جمعیت
آبریخ ۶۲۰ نفر جمعیت دارد.